# Foz do Sousa
Foz do Sousa is een plaats (freguesia) in de Portugese gemeente Gondomar en telt 6405 inwoners (2001).